# Destiny Plus
Destiny Plus (Demonstration and Experiment of Space Technology for INterplanetary voYage Phaethon fLyby dUSt science; stilisiert DESTINY+) ist eine geplante Raumfahrtmission der japanischen Raumfahrtagentur JAXA in Zusammenarbeit mit der deutschen Raumfahrtagentur DLR. Primäres Ziel ist die erneute Erprobung eines Ionenantriebs auf einer interplanetaren Mission. Es werden aber auch wissenschaftliche Ziele angestrebt. So soll auf der Mission kosmischer Staub analysiert werden und ein Vorbeiflug am Asteroiden (3200) Phaethon, dem vermutlichen Ursprungskörper des Meteorstroms der Geminiden, durchgeführt werden. Der Start von Destiny Plus wurde zunächst für 2024 angekündigt, dann aber wegen Verzögerungen bei der Fertigstellung der Trägerrakete Epsilon-S auf 2025 verschoben. Im Oktober 2024 wurde eine weitere Verschiebung des Starts auf das Fiskaljahr 2028 bekannt gegeben. Grund hierfür ist ein Wechsel der Trägerrakete zu einer H3. Nach vier Jahren soll die Sonde (3200) Phaethon mit 500 km Abstand passieren.

## Missionsüberblick
Destiny Plus soll vom Uchinoura Space Center mit einer Epsilon-Rakete in einen niedrigen Erdorbit starten. In den folgenden Monaten soll der Orbit mit Hilfe der Ionentriebwerke immer weiter ausgeweitet werden. Ein Vorbeiflug am Mond soll die Sonde anschließend in einen interplanetaren Orbit beschleunigen. Auf dem weiteren Flug hofft man, interplanetaren und kosmischen Staub analysieren zu können. Außerdem sind Vorbeiflüge an einigen erdnahen Objekten, vor allem dem Asteroiden (3200) Phaethon, geplant.
Danach haben die Ionentriebwerke noch Treibstoff für Kursänderungen, um eventuell weitere Ziele anzufliegen.

## Ziele
Destiny Plus soll die Tauglichkeit von Ionentriebwerken für Weltraummissionen demonstrieren. Der wissenschaftliche Aspekt der Mission ist, die Natur und Herkunft von kosmischem Staub zu untersuchen, der als wichtige Quelle organischer Stoffe auf der Erde gilt. Außerdem soll sie den Asteroiden (3200) Phaethon und den von ihm ausgehenden Staub, sowie seine Oberfläche mit einer Kamera untersuchen, um den Mechanismus der Staubemission zu verstehen.

## Sonde
Destiny Plus wird mit Dünnschichtsolarzellen und modernen Sensoren zur Temperaturkontrolle ausgerüstet sein. Ihr Lagekontrollsystem ist auf eine möglichst kompakte Bauweise ausgelegt. Das Raumfahrzeug wird mit einem Schutzschild aus Aluminium abgeschirmt, so dass es einer Strahlenbelastung bis zu 30 krad standhält.

### Antrieb
Die Raumsonde soll von vier solar elektrischen Ionentriebwerken des Typs μ10 angetrieben werden, wie sie bereits in den Sonden Hayabusa und Hayabusa 2 zum Einsatz kamen. Wobei DESTINY+ im Gegensatz zu ihren Vorgängern erstmals alle vier Triebwerke gleichzeitig nutzen wird. Die Triebwerke liefern bei einer Leistung von 1670 Watt einen Gesamtschub von 40 mN, was die Sonde um 83 μm/s2 beschleunigt. Die Masse der Triebwerke (ohne den Treibstoff Xenon) beträgt 59 kg.

### Instrumente
Destiny Plus wird drei wissenschaftliche Instrumente an Bord haben:
- Destiny Dust Analyzer (DDA) – ein 12 kg schweres Messgerät zur Untersuchung von kosmischem Staub und Mikrometeoriten, insbesondere von deren chemischer Zusammensetzung. Der Destiny Dust Analyzer wird von der DLR beigesteuert und von der Universität Stuttgart gebaut.[10][11]
- Telescopic Camera for Phaethon (TCAP) – die Kamera hat eine Masse von 15,8 kg.[6]
- Multiband Camera for Phaethon (MCAP) – Die spektroskopische Kamera wiegt 3,5 kg und untersucht Licht in den Wellenlängen 390 nm, 550 nm, 700 nm und 850 nm.[6]